# Stabilitatea prețului
Stabilitatea prețului este un obiectiv al politicii monetare și fiscale care vizează susținerea ratelor durabile ale activității economice. Politica este menită să mențină o rată foarte scăzută de inflație sau deflație. De exemplu, Banca Centrală Europeană (BCE) descrie stabilitatea prețurilor ca o creștere de la an la an a Indicelui armonizat al prețurilor de consum (HICP) pentru zona euro sub 2%. Cu toate acestea, făcând referire la „o creștere a IAPC sub 2%”, BCE arată clar că nu numai o inflație persistentă de peste 2%, ci și deflația (adică o scădere persistentă a nivelului general al prețurilor) sunt incompatibile cu obiectivul stabilității prețurilor.
În Statele Unite, Legea Rezervei Federale (modificată în 1977) recomandă Rezervei Federale să continue politici care să promoveze „ocuparea forței de muncă maxim, prețuri stabile și ratele dobânzilor moderate pe termen lung”. Fed a stabilit cu mult timp în urmă că cea mai bună modalitatea de îndeplinire a acestor mandate este de a viza o rată a inflației de aproximativ 2%; în 2011, a adoptat oficial o creștere anuală de 2% a indicelui prețurilor cheltuielilor de consum personal (adesea numit inflație PCE) ca țintă. Începând cu mijlocul anilor '90, măsura inflației a Rezervei Federale a fost de 1,7%, doar 0,3% timid de obiectivul de 2% al Comitetului Federal pentru Piața Deschisă pentru inflația totală a PCE. Inflația tendințelor măsurată în funcție de indicele de preț al cheltuielilor de consum personal (PCE) - adică, excluzând alimentele și energia - a fluctuat între 1,2% și 2,3% în ultimii 20 de ani.
În gestionarea ratei inflației sau a deflației, informațiile și așteptările joacă un rol important, după cum a explicat Jeffrey Lacker, președintele Băncii Rezervei Federale din Richmond: „Dacă oamenii se așteaptă ca inflația să erodeze valoarea viitoare a banilor, va plasa rațional o valoare mai mică asupra banilor astăzi. Acest principiu se aplică la fel de bine și comportamentului de stabilire a prețurilor firmelor. Dacă o firmă se așteaptă ca nivelul general al prețurilor să crească cu 3 la sută în anul viitor, va ține cont de creșterea preconizată a costurilor a intrărilor și a prețurilor înlocuitorilor la stabilirea propriilor prețuri astăzi.